# Vesicapalpus simplex
Espèce
Vesicapalpus simplex est une espèce d'araignées aranéomorphes de la famille des Linyphiidae.

## Distribution
Cette espèce se rencontre en Argentine en Misiones et au Brésil au Rio Grande do Sul,.

## Description
Le mâle holotype mesure 2,6 mm et la femelle décrite par Rodrigues et Ott en 2006 2,27 mm.

## Publication originale
- Millidge, 1991 : Further linyphiid spiders (Araneae) from South America. Bulletin of the American Museum of Natural History, no 205, p. 1-199 (texte intégral).